# Acrophylla wuelfingi
Az Acrophylla wuelfingi a rovarok (Insecta) osztályába, botsáskák (Phasmatodea) rendjébe és a valódi botsáskák (Phasmatidae) családjába tartozó faj.
Kedvelt terráriumi díszállat.

## Elterjedése
Az ausztráliai Queensland száraz eukaliptuszerdeiben élnek.

## Megjelenése
A nőstény kb. 180 mm hosszúra nő vastagsága 10 mm körüli, színezete barna, vagy barnászöld. A hímek karcsúbbak, 110–130 mm hosszúak, színezetük hasonló, kifejlett állapotban röpképesek.
Elülső pár szárnyain fehér folt van, a sötétebb hátsó szárnyak barnán sávozottak. A szárnyak a testet háromnegyedig takarják.
A nőstények tojócsöve (ovipositor) hosszú.

## Életmódja
A természetben az eukaliptusz levelét fogyasztja, de fogságban a szeder-, vagy mogyorólevél is megfelel neki.
A hímek 6 vedlés után érik el ivarérettségüket, 2-3 hónapig élnek, míg a nőstények 7 vedlésen esnek át és 5-8 hónapig élnek kifejlett állapotban. Az első petéiket 3 héttel az utolsó vedlésük után rakják le.

## Szaporodása
4 mm-es petéket raknak, melyeket a nőstények a potrohukkal pöccintenek távol maguktól. A petékből 6-12 hónap múlva kelnek ki a 20 mm-es világoszöld, vörös szemű nimfák.
A szaporodáshoz tágas, száraz, meleg helyre van szükségük.

## Képgaléria
|  |  |